# Coryrhynchus margaritarius
Coryrhynchus margaritarius is een krabbensoort uit de familie van de Inachidae. De wetenschappelijke naam van de soort is voor het eerst geldig gepubliceerd in 1902 door Rathbun.